# Abra pacifica
Abra pacifica är en musselart som beskrevs av Dall 1915. Abra pacifica ingår i släktet Abra och familjen Semelidae. Inga underarter finns listade i Catalogue of Life.